# International Baccalaureate
International Baccalaureate (IB) er en gruppe af tre undervisningsprogrammer og deres tilhørende eksamener, der er etableret af International Baccalaureate Organization (IBO).
De tre undervisningsprogrammer er:
1. IB Primary Years Programmet til børn fra 3 til 12 år
2. IB Middle Years Programmet til børn fra 11 til 15 år
3. IB Diploma Programmet fra 16 til 19 år

Disse programmer er bygget på undervisningssystemer fra rundt omkring i verden, uden at være baseret på nogen af dem specifikt. Siden grundlæggelsen i 1968 har IBO's høje standarder gjort IB-programmet anerkendt verden rundt. En række danske gymnasier er også begyndt at bruge IB-diploma programmet.

## Danske skoler, der udbyder IB-programmer
Som dansker kan man søge United World College Danmark om at tage en IB på en af UWCs 18 skoler verden over. Man søger her og kan få legat gennem UWCs dansk nationalkomite, som også administrerer statsstøtte til at sende danske elever udi verden.
Man kan tage en IB i Dnamark her;
- International School of Hellerup
- Birkerød Gymnasium, HF, IB & Kostskole
- Copenhagen International School
- Stenhus Gymnasium, HF & IB
- Grenaa Gymnasium, HF
- Hasseris Gymnasium
- Herlufsholm Skole
- Hørsholm International School
- Kolding Gymnasium
- Nyborg Gymnasium
- Nørre Gymnasium
- Struer Statsgymnasium
- Aarhus Gymnasium
- Ikast-Brande Gymnasium
- EUC Syd
- Esbjerg Gymnasium
- Viborg Katedralskole